# Sede (Nova Petrópolis)
Nova Petrópolis é o distrito-sede do município brasileiro de Nova Petrópolis, no Rio Grande do Sul. Situa-se no centro do território municipal.
Foi criado pela Lei Provincial n.º 1.805, de 28 de junho de 1889 e Ato Municipal n.º 15, de 12 de março de 1898, além do Ato Municipal n.º 1, de 12 de agosto de 1892, então subordinado ao município de São Sebastião do Caí.